# Carlos Alocén
Carlos Alocén Arrondo (Saragozza, 30 dicembre 2000) è un cestista spagnolo.

## Palmarès

### Squadra
- Campionato spagnolo: 2

Real Madrid: 2021-2022, 2023-2024
- Copa del Rey: 1

Real Madrid: 2024
- Supercoppa spagnola: 4

Real Madrid: 2020, 2021, 2022, 2023
- Eurolega: 1

Real Madrid: 2022-2023

### Individuale
- Basketball Champions League Best Young Player: 1

Saragozza: 2019-2020